# Bouillon glucosé tamponné
 (novembre 2022).
Si vous disposez d'ouvrages ou d'articles de référence ou si vous connaissez des sites web de qualité traitant du thème abordé ici, merci de compléter l'article en donnant les références utiles à sa vérifiabilité et en les liant à la section « Notes et références ».
Pour les articles homonymes, voir GTB.
Le bouillon glucosé tamponné (GTB) est un milieu de culture permettant la culture des bactéries Streptococcus

## Composition
Composition :
- Tryptone	20,0 g
- Glucose	2,0 g
- Chlorure de sodium	5,0 g
- Dihydrogénophosphate de sodium	2,5 g
- pH = 7,3

## Préparation
29,5 g par litre. Autoclavage classique.